# Ji Chang-wook
Ji Chang-wook (hangeul: 지창욱; Anyang, 5 luglio 1987) è un attore sudcoreano. Inizia la sua carriera nei musical, passando al cinema nel 2006, tuttavia il suo debutto ufficiale viene fatto risalire al film del 2008 Nan nege manhaes-eo. Ottiene la fama nel 2009, grazie al drama Sol-yakgukjip adeuldeul.

## Filmografia

### Televisione
- Nan nege manhaes-eo (난 네게 반했어) – serie TV (2008)
- Sol-yakgukjip adeuldeul (솔약국집 아들들) – serie TV (2009)
- Hero (히어로) – serie TV (2009)
- Us-eoro Dong-hae-ya (웃어라 동해야) – serie TV (2010)
- Musa Baek Dong-soo (무사 백동수) – serie TV (2011)
- Chonggangne yachaegage (총각네 야채가게) – serie TV (2011-2012)
- Daseotson-garak (다섯손가락) – serie TV (2012)
- Gi hwanghu (기황후) – serie TV, 50 episodi (2013)
- Secret Love – serie antologica, episodio 5 (2014)
- Healer (힐러) – serie TV, 20 episodi (2014-2015)
- The K2 – serie TV, 16 episodi (2016)
- Susanghan partner (수상한 파트너?, Susanghan pateuneoLR) - serie TV, 16 episodi (2017)
- Nal nog-yeoju-o (날 녹여주오?, Nal Nokyeojuo; lett. Melt MeLR) - serie TV, 16 episodi (2019)
- Pyeon-ui-jeom Saet-byul-i (날 녹여주오?, Pyeon-ui-jeom Saet-byeol-iLR) - serie TV, 16 episodi (2020)
- Lovestruck in the City (도시남녀의 사랑법?, Dosinamnyeoui sarangbeopLR)  – serie TV, 16 episodi (2020)
- The Sound of Magic (안나라수마나라?, AnnarasumanaraLR) - serie TV, 6 episodi (2022)
- If You Wish Upon Me (당신이 소원을 말하면?) - serie TV, 16 episodi (2022)
- The Worst Evil (최악의 악?, Choe-ag-ui akLR) – serie TV, 12 episodi (2023)
- Benvenuti a Samdal-ri (웰컴투 삼달리?, Welcomtu Samdal-riLR) – serie TV (2023-2024)
- Queen Woo (우씨왕후) – serie TV, 8 episodi (2024)

### Cinema
- Sleeping Beauty (슬리핑 뷰티), regia di Lee Han-na (2008)
- Gosa dubeonjjae i-yagi - Gyosaengsilseup (고死 두번째 이야기 : 교생실습), regia di Yoo Sun-dong (2010)
- Namjasa-yongseolmyeongseo (남자사용설명서), regia di Lee Won-suk (2013)
- Fabricated City (조작된 도시), regia di Park Kwang-hyun (2017)

## Videografia
Ji Chang-wook è apparso nei seguenti videoclip:
- 2007 – "Are You Ready" di Lena Park feat. Dynamic Duo
- 2009 – "We Broke Up Today" di Younha
- 2010 – "I Have to Let You Go" di Young Gun
- 2011 – "Cry Cry" delle T-ara
- 2012 – "Lovey-Dovey" delle T-ara
- 2012 – "I Need You" di K.Will
- 2013 – "That's My Fault" degli Speed
- 2013 – "It's Over" degli Speed
- 2013 – "Runaway" delle Kara

## Teatro
- Fire and Ice (2007)
- Thrill Me	(2011)
- The Days (2013-2015)
- Jack the Ripper (2013)
- Brothers Were Brave (2013)

## Discografia
- 2011 – "Meet Again" (per Musa Baek Dong-soo)
- 2011 – "Oh Sing Sing Men" (per Chonggangne yachaegage, con Lee Kwang-soo, Kim Young-kwang, Shin Won-ho, Sung-je e Ji-hyuk)
- 2011 – "Your Warmth" (per Chonggangne yachaegage)
- 2012 – "Fill Up" (per Daseotson-garak)
- 2014 – "To the Butterfly" (per Gi hwanghu)
- 2015 – "I Will Protect You" (per Healer)

## Riconoscimenti
| Anno | Premio                           | Categoria                                          | Opera               | Risultato       |
| ---- | -------------------------------- | -------------------------------------------------- | ------------------- | --------------- |
| 2011 | Korea Drama Awards               | Best New Actor                                     | Us-eoro Dong-hae-ya | Candidato/a     |
| 2011 | KBS Drama Awards                 | Excellence Award, Actor in a Daily Drama           | Us-eoro Dong-hae-ya | Vincitore/trice |
| 2011 | SBS Drama Awards                 | New Star Award                                     | Musa Baek Dong-soo  | Vincitore/trice |
| 2012 | SBS Drama Awards                 | Excellence Award, Actor in a Weekend/Daily Drama   | Daseotson-garak     | Candidato/a     |
| 2013 | The Musical Awards               | Best New Actor                                     | The Days            | Vincitore/trice |
| 2013 | MBC Drama Awards                 | Excellence Award, Actor in a Special Project Drama | Gi hwanghu          | Vincitore/trice |
| 2014 | Seoul International Drama Awards | Outstanding Korean Actor                           | Gi hwanghu          | Candidato/a     |
| 2014 | Korea Drama Awards               | Top Excellence Award, Actor                        | Gi hwanghu          | Candidato/a     |
| 2014 | APAN Star Awards                 | Excellence Award, Actor in a Serial Drama          | Gi hwanghu          | Candidato/a     |
| 2014 | KBS Drama Awards                 | Excellence Award, Actor in a Mid-length Drama      | Healer              | Candidato/a     |
| 2014 | KBS Drama Awards                 | Popularity Award, Actor                            | Healer              | Vincitore/trice |
| 2014 | KBS Drama Awards                 | Best Couple Award con Park Min-young               | Healer              | Vincitore/trice |